# Frederick Feary
Frederick Feary (Stockton, 10 aprile 1912 – 20 aprile 1994) è stato un pugile statunitense.

## Palmarès

### Olimpiadi
- Bronzo a Los Angeles 1932 nei pesi massimi.